# Longchuansmilus
Longchuansmilus — вимерлий рід шаблезубих кішок, які жили в Китаї в пізньому міоцені.

## Етимологія
Longchuansmilus походить від річки Лунчуань, що протікає вздовж басейну Юаньмоу, і σμίλη — «кинджал». Видова назва вшановує Чжана Сінгюна, який дуже допоміг у відкритті та вивченні скам’янілостей на місці гомінідів Юаньмоу.

## Палеоекологія
Тварини, знайдені поблизу скам'янілостей, включають тапірів, комахоїдних, летяг, бамбукових щурів, прісноводних птахів, риб, жаб, черепах, крокодилів, бобрів, видр та наземних птахів, які вказують на болотисте або озерне середовище.